# Lu (Luzhou)
Lu (en chino simplificado, 泸县; pinyin, Lú xiàn) es un condado bajo la administración directa de la ciudad-prefectura de Luzhou. Se ubica en la provincia de Sichuan, centro-sur de la República Popular China. Su área es de 1532 km² y su población total para 2010 fue más de 800 mil habitantes.

## Administración
Desde 2016 condado de Lu se divide en 29 pueblos que se administran en 1 subdistrito y 19 poblados.